# Rose McGowan
Rose Arianna McGowan (Florència, Itàlia; 5 de setembre de 1973) és una actriu i directora estatunidenca de cinema independent nascuda a Itàlia. Ha treballat en diversos grans projectes de Hollywood, entre els quals es destaquen Scream, Charmed, The Doom Generation, Elvis Presley i Grindhouse.

## Filmografia

### Pel·lícules
| Any  | Pel·lícula                 | Paper            | Notes                                |
| ---- | -------------------------- | ---------------- | ------------------------------------ |
| 1992 | Encino Man                 | Nora             | àlies Califòrnia Man                 |
| 1995 | The Doom Generation        | Amy Blue         | Nominada al Independent Spirit Award |
| 1996 | Bio Domi                   | Denise           |                                      |
| 1996 | Kiss & Tell                | Jasmine Hoyle    |                                      |
| 1996 | Scream                     | Tatum Riley      |                                      |
| 1997 | Going All the Way          | Gale Ann Thayer  |                                      |
| 1997 | Seed                       | Miriam           |                                      |
| 1997 | Nowhere                    | Valley Chick #3  |                                      |
| 1997 | Lewis & Clark & George     | George           |                                      |
| 1998 | Southie                    | Kathy Quinn      |                                      |
| 1998 | Fantasmes (Phantoms)       | Lisa Pailey      |                                      |
| 1998 | Devil In The Flesh         | Debbie Strand    | àlies Dearly Devoted                 |
| 1999 | Jawbreaker                 | Courtney Shane   | Nominada al MTV Movie Award          |
| 1999 | Sleeping Beauties          | Sno Blo          |                                      |
| 2000 | Ready to Rumble            | Sasha            |                                      |
| 2000 | The Last Stop              | Nancy            |                                      |
| 2001 | Strange Hearts             | Moira Kennedy    | àlies Roads to Riches                |
| 2001 | Monkeybone                 | Miss Kitty       |                                      |
| 2001 | The Killing Yard           | Linda Borus      | Pel·lícula per TV                    |
| 2002 | Stealing Bess              | Debbie Dinsdale  | àlies Vacuums                        |
| 2006 | La dàlia negra             | Sheryl Saddon    |                                      |
| 2007 | Grindhouse - Planet Terror | Cherry Darling   |                                      |
| 2007 | Grindhouse - Death Proof   | Pam              |                                      |
| 2008 | Fifty Dead Men Walking     | Grace Sterrin    |                                      |
| 2010 | Dead Awake                 | Charlie          |                                      |
| 2010 | Matxet                     | Boots McCoy      | Escena eliminada                     |
| 2011 | Conan el Bàrbar            | Marique          |                                      |
| 2011 | The Pastor's Wife          | Mary Winkler     | Pel·lícula per TV                    |
| 2011 | Rosewood Lane              | Sonny Blake      |                                      |
| 2012 | Napa                       | Scarlett Harding | En postproducció                     |
| 2012 | The Tell-Tale Heart        | En rodatge       |                                      |

### Televisió
| Any         | Pel·lícula           | Paper                      | Notes                                       |
| ----------- | -------------------- | -------------------------- | ------------------------------------------- |
| 1990        | True Colors          | Suzanne                    | Episodi 1 - Life with Fathers               |
| 1999        | God Is in the TV     | Jackie-O                   | àlies Marilyn Manson: Déu està en la TV     |
| 2001        | What About Joan?     | Maeve                      | Episodi 1 - Maeve                           |
| 2001 - 2006 | Charmed              | Paige Matthews             | Protagonista (Temporada 4- 8; 113 Episodis) |
| 2008        | The Essentials (TCM) | Ella mateixa               | 27 Episodis                                 |
| 2009        | Nip/Tuck             | Dra. Theodora 'Teddy' Rowe | 5 Episodis                                  |
| 2012        | RuPaul's Drag Race   | Ella mateixa (jurat)       | Episodi 11 (Temporada 4)                    |
| 2013 - 2014 | Once Upon a Time     | Jove Cora                  | 2 episodis, sèrie de TV ABC                 |
| 2014 - 2015 | Chosen               | Josie Acosta               | 3 Temporada (6 Episodis)                    |

## Premis i nominacions
| Any  | Pel·lícula          | Premi                        | Resultat   |
| ---- | ------------------- | ---------------------------- | ---------- |
| 1996 | The Doom Generation | Independent Spirit Awards    | Nominada   |
| 1999 | Jawbreaker          | MTV Movie Awards             | Nominada   |
| 2005 | Charmed             | Family Television Awards     | Guanyadora |
| 2007 | Planet Terror       | Spike Tv Guys' Choice Awards | Guanyadora |
| 2007 | Planet Terror       | Scream Awards                | Nominada   |
| 2008 | Grindhouse          | Saturn Awards                | Nominada   |